# Jerigonza
La gerigonza, geringonza o geringozo es una variante lúdica del habla en la que se intercalan sílabas entre medio de una palabra en forma reiterada. Originalmente se denominaba jerigonza cualquier lenguaje de mal gusto, complicado y difícil de entender, pero con el tiempo su significado varió a la modalidad específica de intercalación.
Además del entretenimiento, también puede usarse como un modo de codificar el mensaje (criptolalia) de forma que otras personas cercanas a los hablantes no acostumbrados a esta forma de hablar no consigan entender lo que los hablantes dicen.
Estas variantes se dan como juego o entretenimiento en países de habla castellana como España e Hispanoamérica.

## Uso
- Después de cada sílaba se agrega el sonido "p" y se repite la vocal.
- Después de cada vocal se agrega el sonido "i" y se repite la vocal.
- Después de cada vocal se agrega el sonido "f" y se repite la vocal. En varias regiones de México, esta última variante lúdica es muy popular entre los niños, recibiendo incluso el nombre de «hablar en efe».

### Ejemplos
Conversación 1:
- Hopolapa, ¿quieperepes quepedapar coponmipigopo epen lapa bipiblipiopotepecapa? (Hola, ¿quieres quedar conmigo en la biblioteca?)
- Claparopo, ¿apa quepe hoporapa? (Claro, ¿a que hora?)
- Apa lapas 16:00 nopos vepemopos epen lapa plapazapa paparapa ipir jupuntapas apa lapa bipiblipiopotepecapa. (A las 16:00 nos vemos en la plaza para ir juntas a la biblioteca)
- Vapalepe. (Vale)

Conversación 2:
- ¿Quiéperepes ípir apa jupugápar coponmipígopo? (¿Quieres ir a jugar conmigo?)
- Vápalepe. Péperopo, ¿popodépemopos jupugápar apal epescopondípitepe? (Vale. Pero, ¿podemos jugar al escondite?)
- Nopo, nopo mepe gúpustapa jupugápar apal epescopondípitepe.

## Variantes
Otra variantes con el lenguaje consisten en
- Invertir el orden de las sílabas, como en el vesre.
- Repetir la última vocal o la acentuada, interponiendo alguna partícula, este es el caso del rosarigasino;
- Insertar sílabas como cuti. Perro en cuti se dice cutipé cutirró.
- Utilizar otras consonantes en lugar de la P. Por ejemplo la F. (Hofolafa, ¿cófomofo efestáfas?)

También hay otras formas de jeringozo como la G-KQH, que es un jeringozo usado con la letra K, la palabra siguiente con la letra Q y la palabra siguiente con la letra H, por ejemplo:
- Hokolaka, ¿coqomoqo eshestashas? (Hola, ¿cómo estás?)
- Bikienken, ¿yqy tuhu? (Bien ¿y tú?)
- Bikienken tamqanbienqen. (Bien también.)